# Nótusz

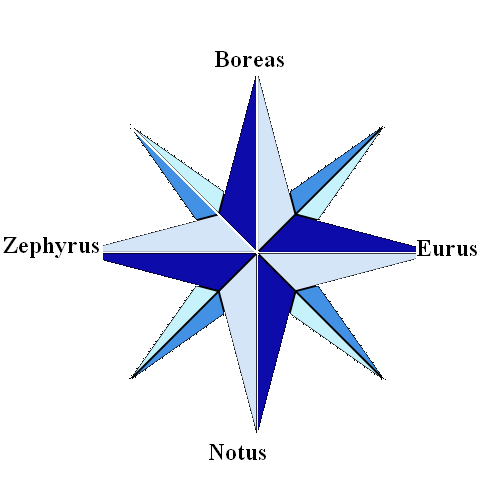
Szélrózsa

Nótusz vagy Notosz a görög mitológiában a déli szél istene, Éósz és Asztraiosz fia, Boreasz, Eurosz, Zephürosz, Phószphorosz és számos csillag testvére. Viharos, esőt hozó szél volt, aki a hajósokat különösen veszélyeztette, főleg akkor, ha összeütközött testvérével, Boreásszal. Szárnyakat viselt, mint testvérei és egy korsóból vizet kiöntő, szakállas emberként ábrázolták. Római megfelelője Auster, mellékneve Felleghajtó.